# 黒いドミノ

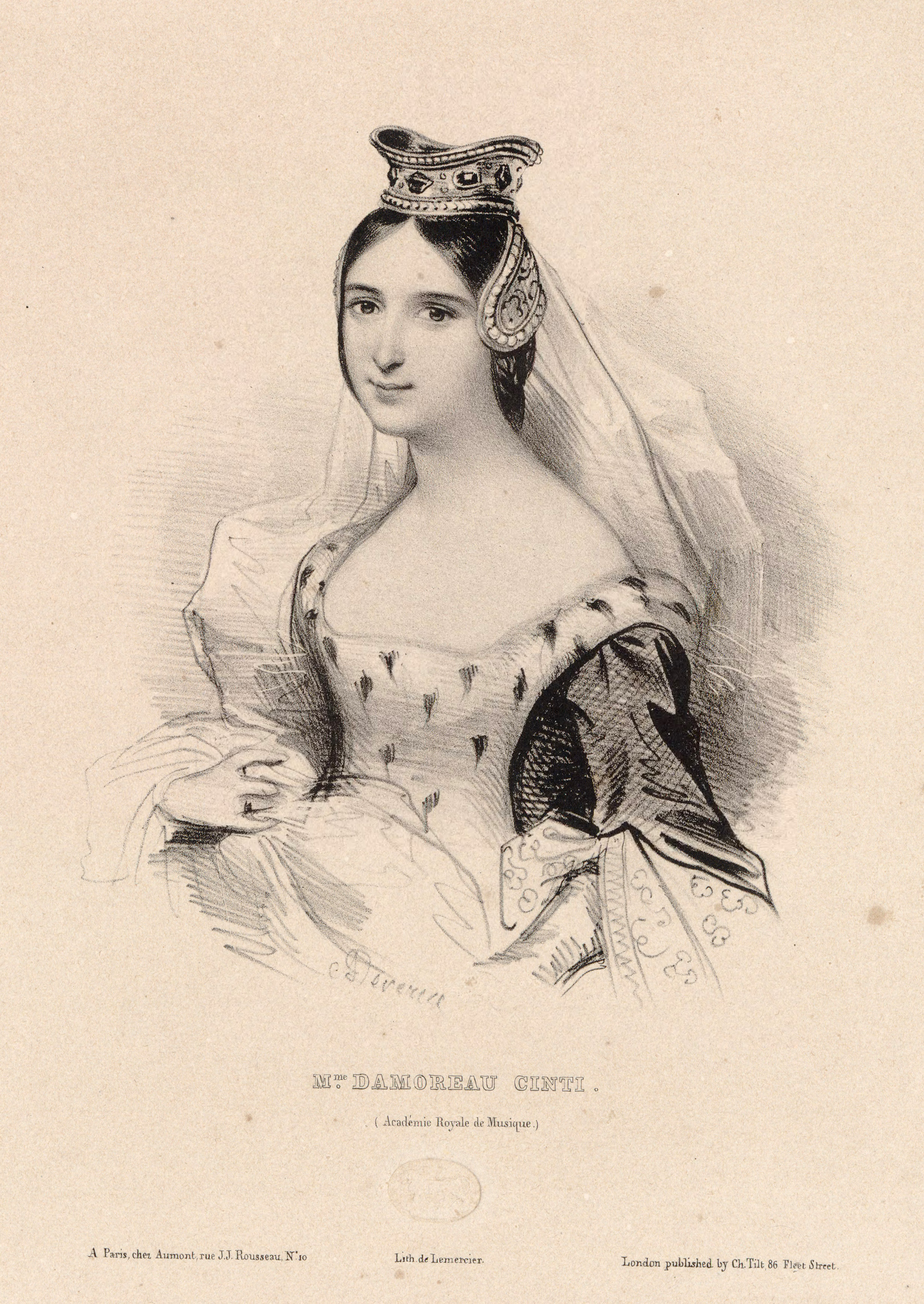
アンジェルを初演したロール・サンティ＝ダモロー

『黒いドミノ』（くろいドミノ、仏: Le Domino noir、『黒のドミノ』と表記されることもある）は、ダニエル＝フランソワ＝エスプリ・オベールの1837年12月2日にパリのオペラ＝コミック座で初演された全3幕からなるオペラ・コミックである。

## 概要

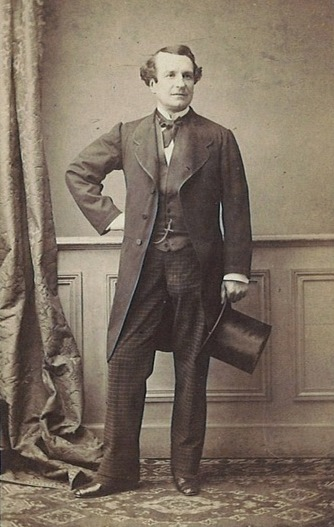
オラスを初演たクデール

本作の作曲者のオベールは1828年初演の『ポルティチの娘 』でグランド・オペラの先駆者としての名声を確立した。しかし、その後はより小規模なオペラ・コミックへと向かいオペラ＝コミック座に新たな息吹を与えたのだった。『黒いドミノ』は『フラ・ディアヴォロ』（1830年）、『青銅の馬』（1835年）『王冠のダイヤモンド』（1841年）、『マノン・レスコー 』（1856年）などと並ぶオベールの最大の成功作の内の一つである。初演から70年余りで、パリでの総上演回数が1,209回に達している。イギリス初演は1838年2月16日、ロンドンのコヴェント・ガーデン王立歌劇場にて、アメリカ初演は1838年12月11日ニューオリンズのオルレアン劇場、配役はカルヴェ、クエリオ、パイイら、指揮はＥ・プレヴォであった。近年の注目すべき上演としては、2018年にリエージュのワロニー王立歌劇場（2-3月）とパリのオペラ＝コミック座（3-4月）の共同制作でクリスティアン・エックとヴァレリー・ルソールの演出、パトリック・ダヴァンの指揮、アンヌ＝カトリーヌ・ジレ、シリル・デュボワなどの出演、フランス放送フィルハーモニー管弦楽団（コミック座）の演奏で上演され、好評を得た。

## 音楽
『オペラ史』を著したD.J. グラウトは「オベールの音楽のスタイルはオペラ・コミックには非常に相応しく、軽快で、旋律は豊かで、小味が効いていて、勿体ぶったところがない」。「オベールもスクリーブも同じパリの出身で彼らの作品にはどこかピリッとする味、街中の並木道の気分、めざとい、敏感な、しばしば人を小ばかにした気質があり、それがひとつの魅力になっている」。オペラ研究家の岸純信は「オベールは、ロッシーニと同じく、あくまでも古典派の最後の星であった。朗々と歌わせるよりも、はきはきと喋らせるかのようにメロディーを作り、透明な美感を生み出すオベールの音楽は、腕力で聴き手を揺さぶるのではなく、薄いベールを思わせる、しなやかな響きで統一されている」。チャイコフスキーは1869年、ロシアを訪れたイタリアのオペラ・カンパニーによる『黒いドミノ』のロシアでの上演のために会話部分を歌唱に置き換えるためのレシタティフを作曲している。

## リブレット
リブレットはウジェーヌ・スクリーブのフランス語のものによる。物語は、意に反して修道女となることが決まった若い女性が、仮面舞踏会に黒い仮装用マスクをつけて現れ、スペインの貴族の男性と結婚することになるという話である。当時のオペラ＝コミック座は両家の子女の見合いの場となっていたことから、ハッピーエンドが必須となっていた。レイノアによれば、スクリーブは当時の「聴衆に受けるには、どのような劇的効果を出せば良いかを感知する、抜群の絶対的能力を持っていた」。スクリーブはマイアベーアなどの歌い通すグランド・オペラ以上に会話を含むオペラ・コミックのほうにより多くのリブレットを提供している。

## 役柄

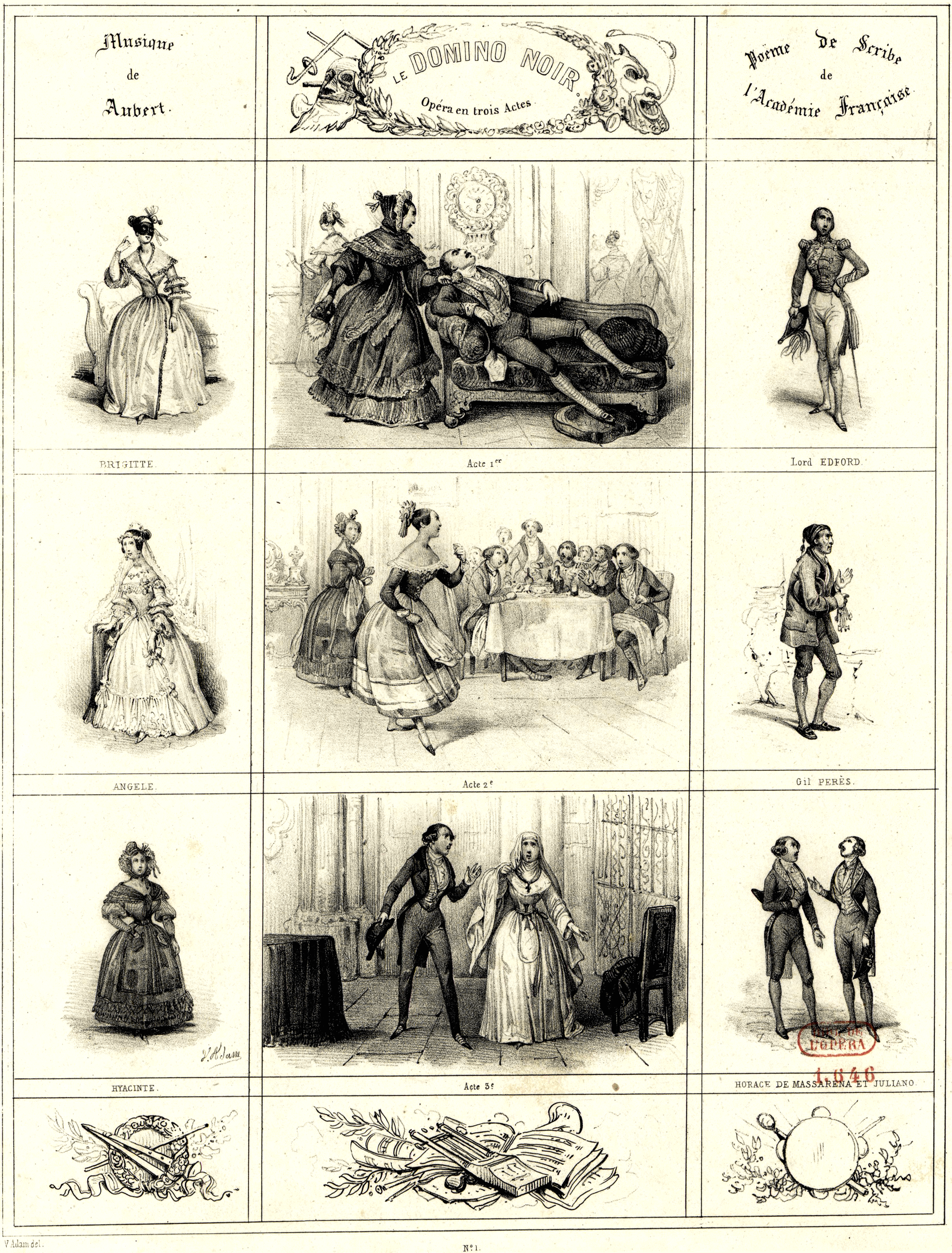
ヴィクトール・アダムによる版画

| 役柄                               | 声域     | 1837年12月2日初演のキャスト               |
| ---------------------------------- | -------- | ----------------------------------------- |
| アンジェル・ドリヴァレス           | ソプラノ | ロール・サンティ＝ダモロー                |
| オラス・ド・マッサレーナ           | テノール | ジョセフ=アントワーヌ=シャルル・ クデール |
| ブリジット・ドゥ・サン・リュカール | ソプラノ | ベルト嬢                                  |
| ジュリアーノ伯爵（オラスの友人）   | テノール | テオドール=エチエンヌ・モロー=サンティ    |
| ジャサント（ジュリアーノの家政婦） | アルト   | ブランジェ夫人                            |
| ジル・ペレス（門番）               | バス     | ロワ                                      |
| エルフォード卿（英国大使）         | テノール | オノーレ・グリニョン                      |
| ユルシュール（修道院長候補）       | ソプラノ | テレーズ・オリヴィエ                      |
| ジェルトルード（運搬人）           | アルト   | ロワ夫人                                  |
| 貴族、修道女、貴婦人               |          |                                           |

## 初演時の衣装

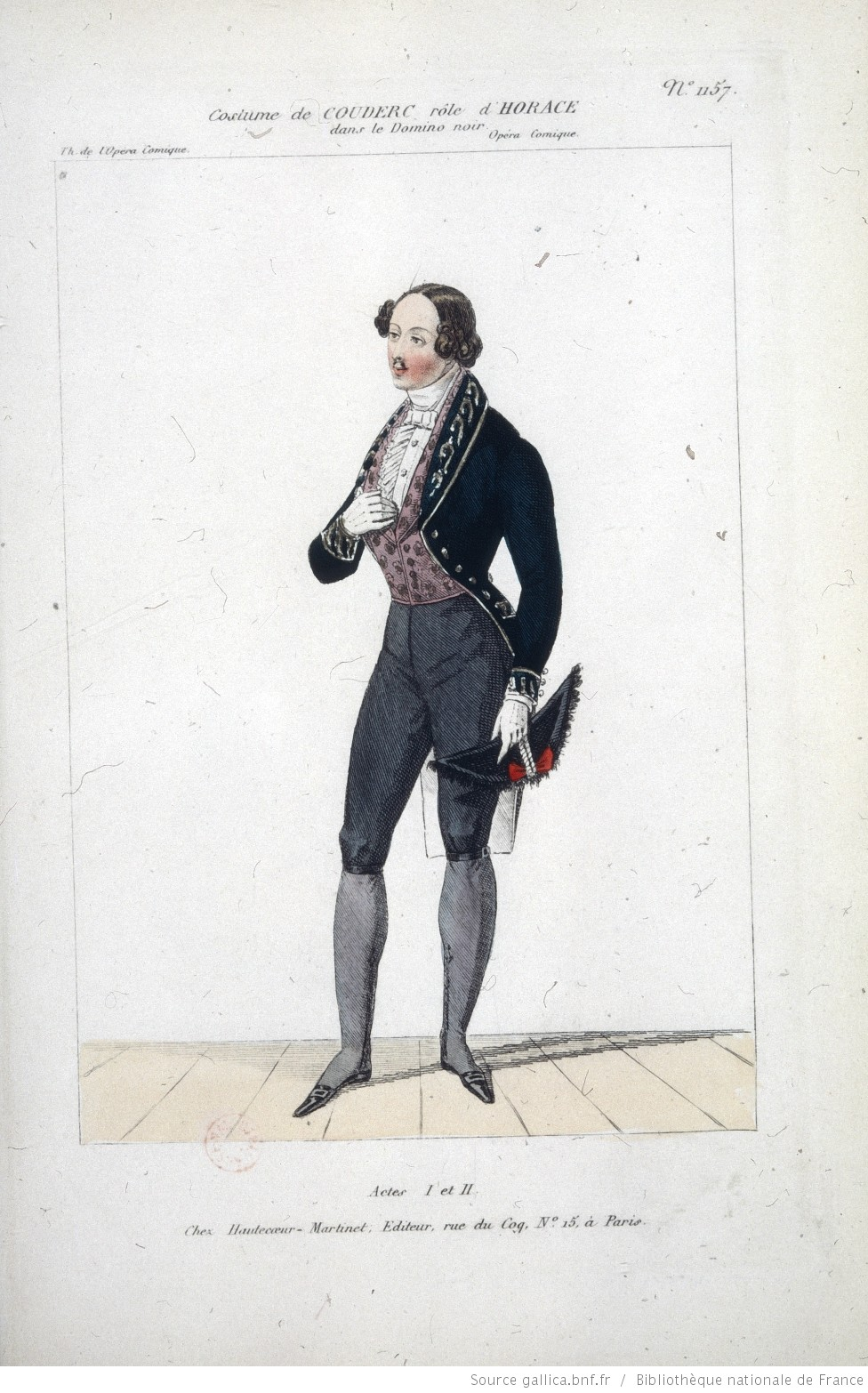
オラス
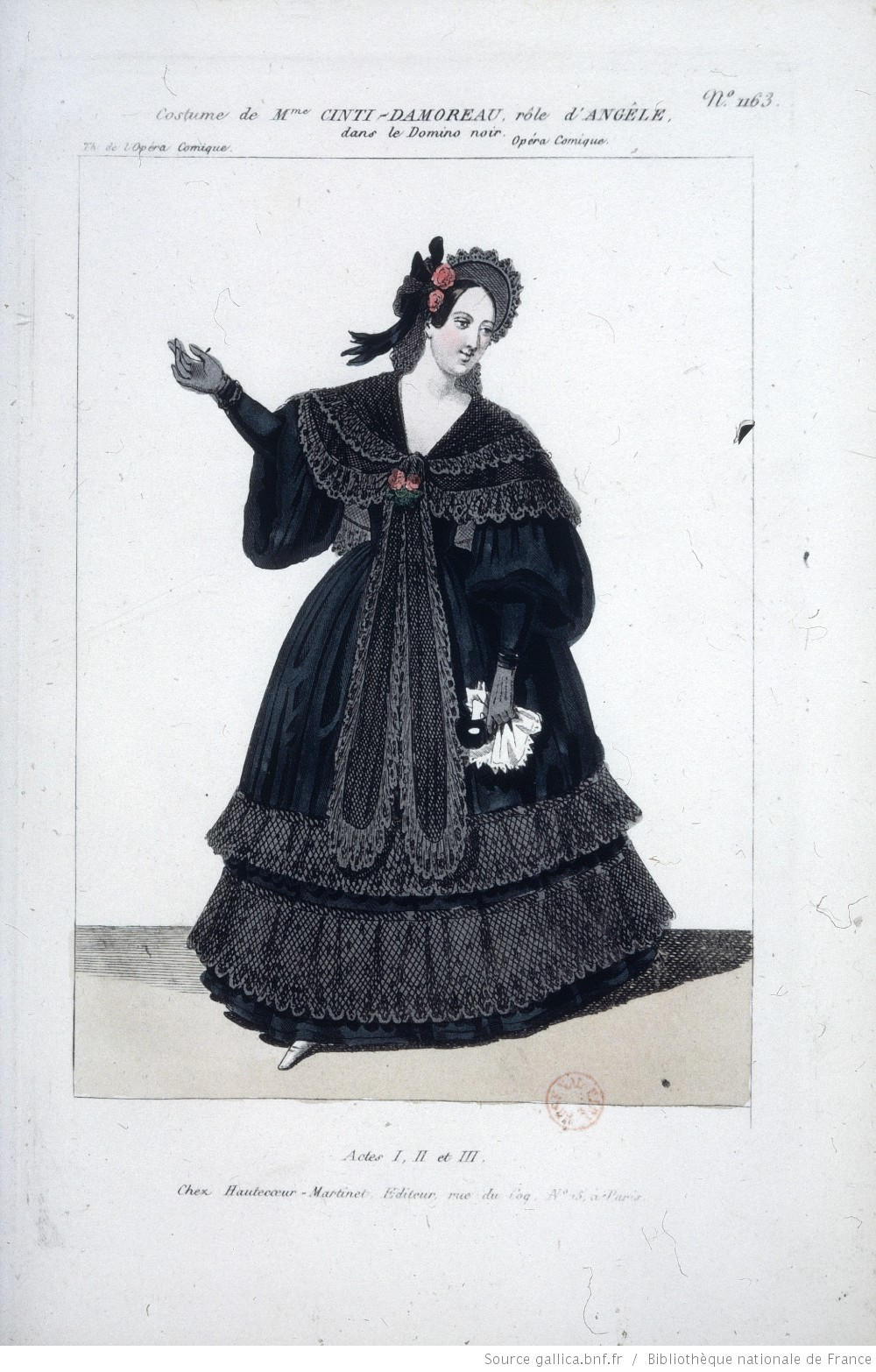
アンジェル (1幕)
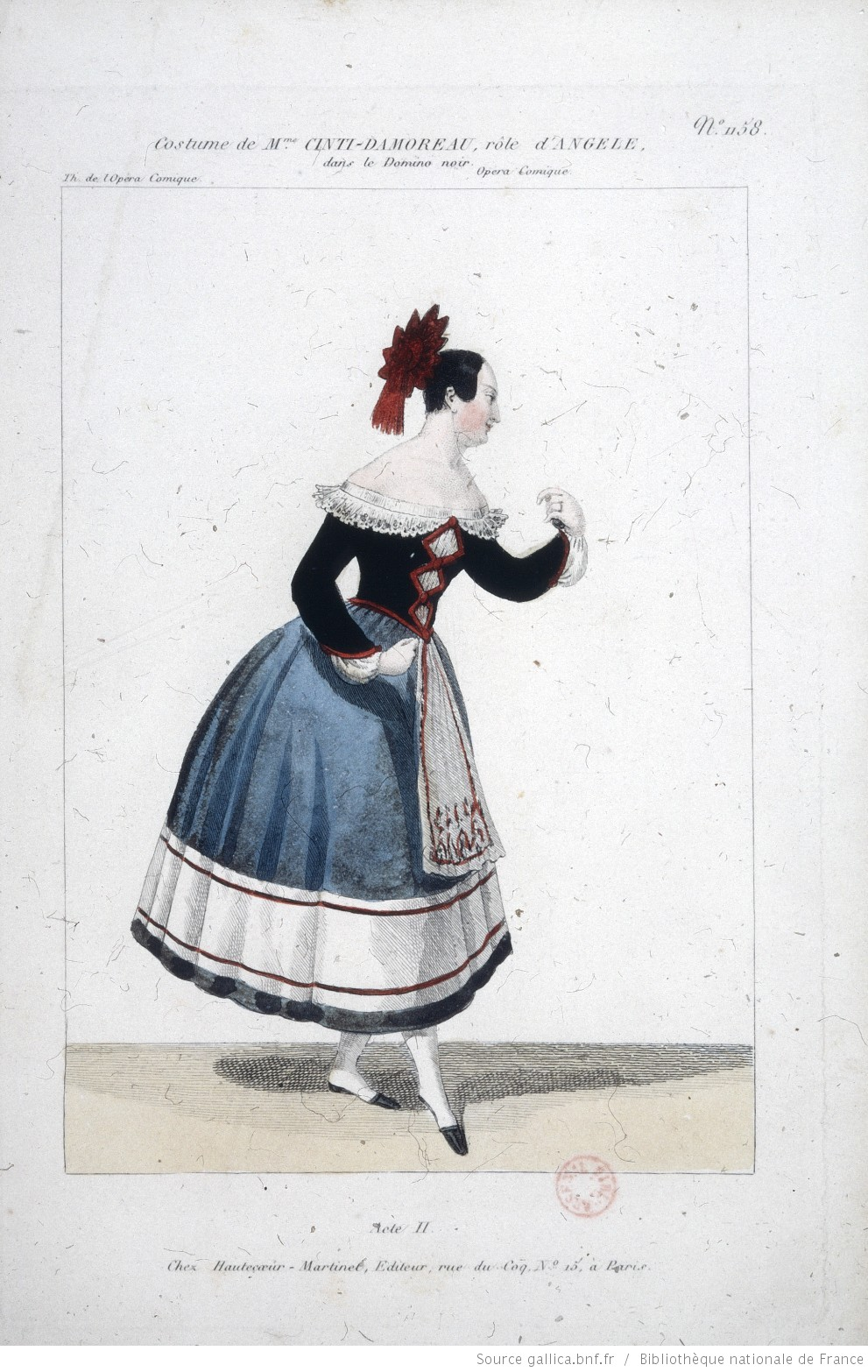
アンジェル (2幕)
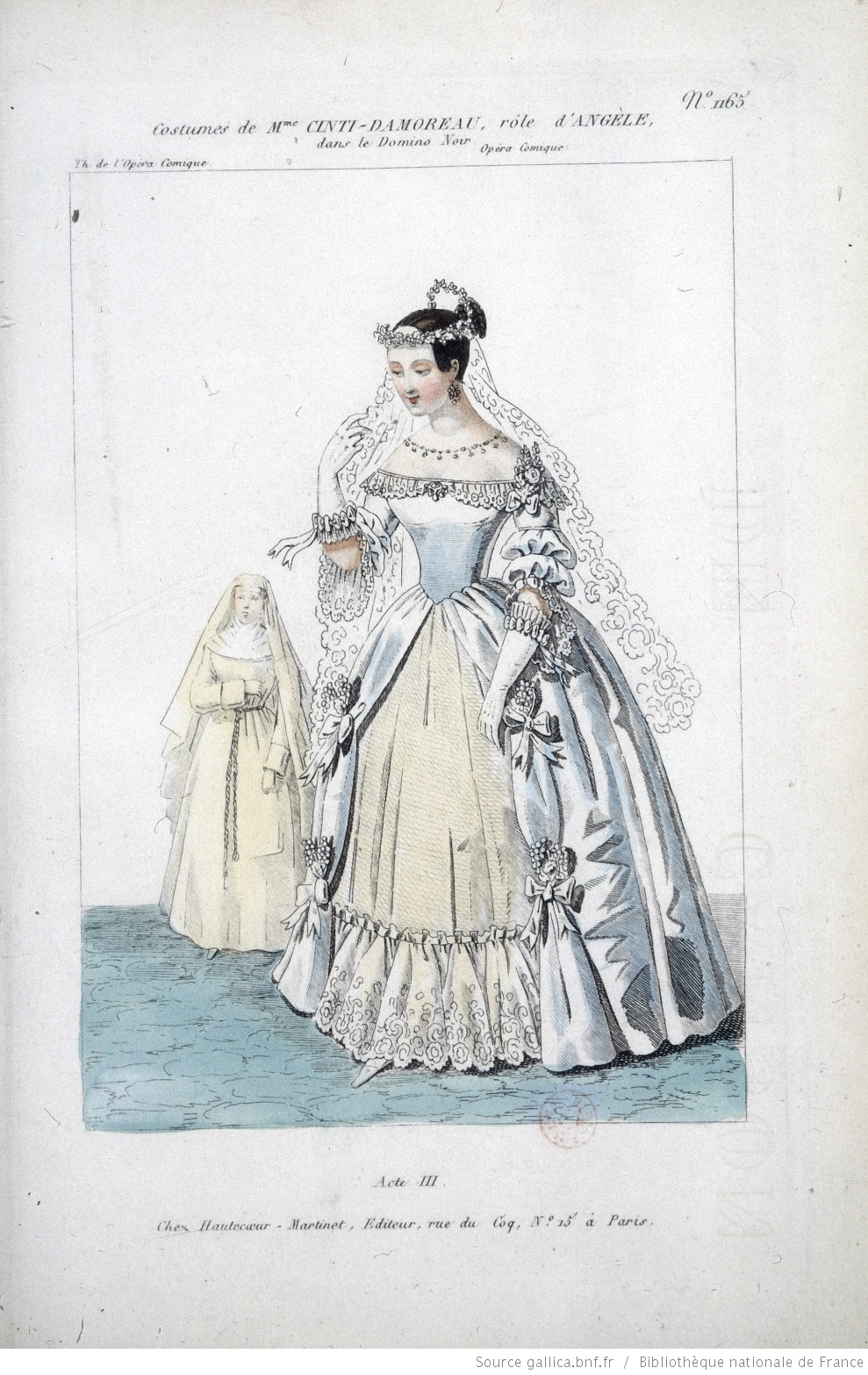
アンジェル (3幕)
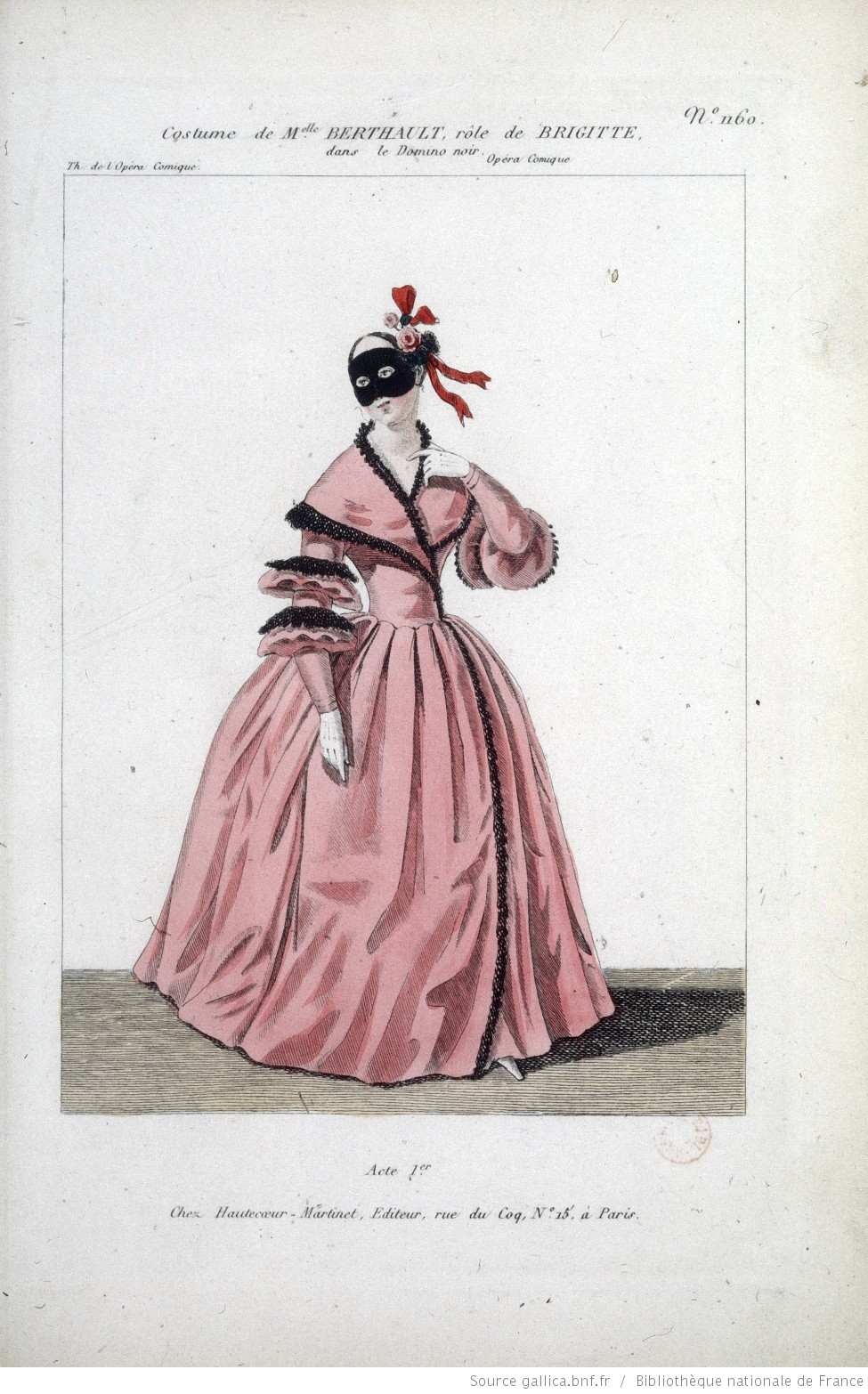
ブリジット
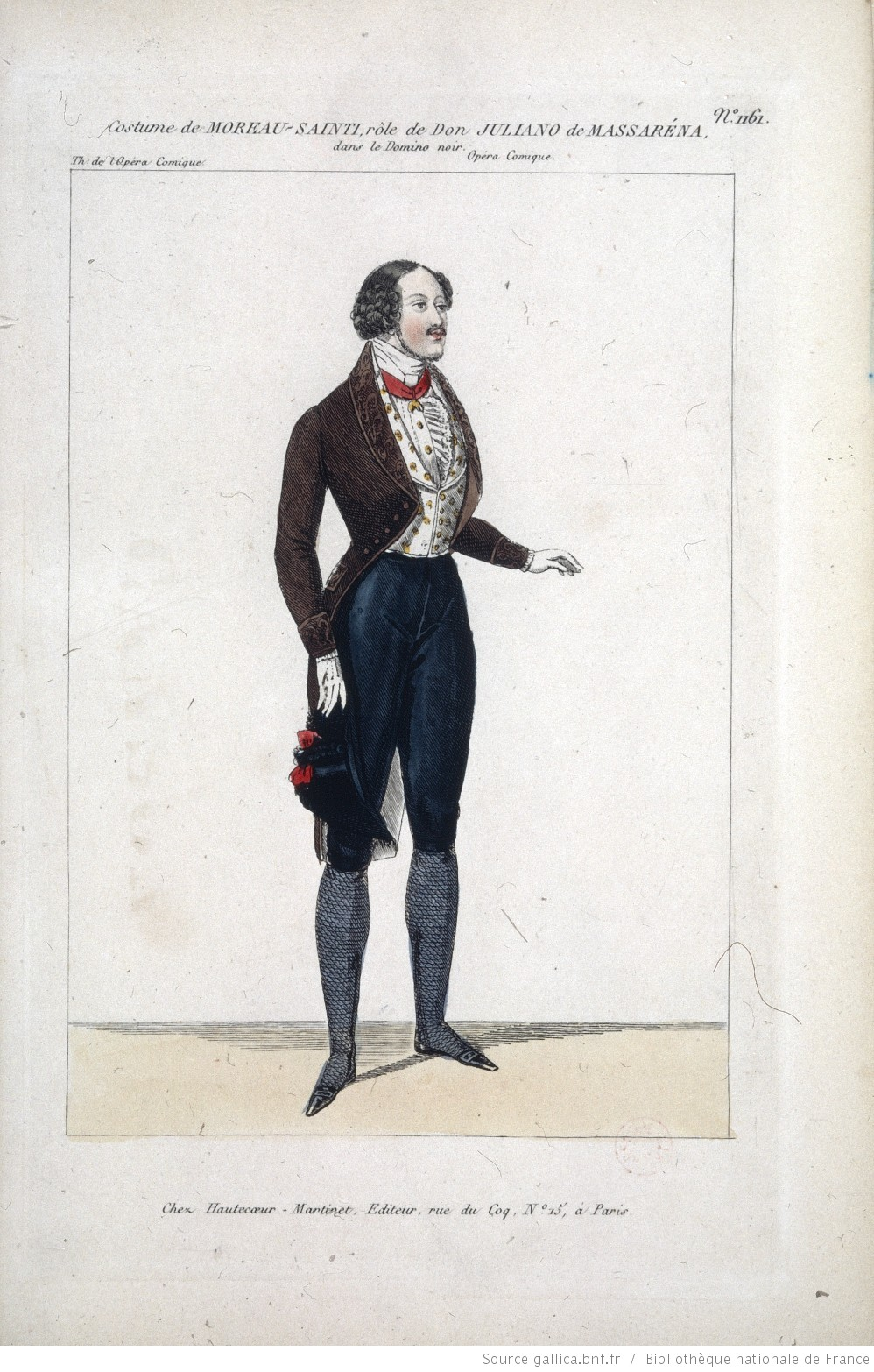
ジュリアーノ伯爵
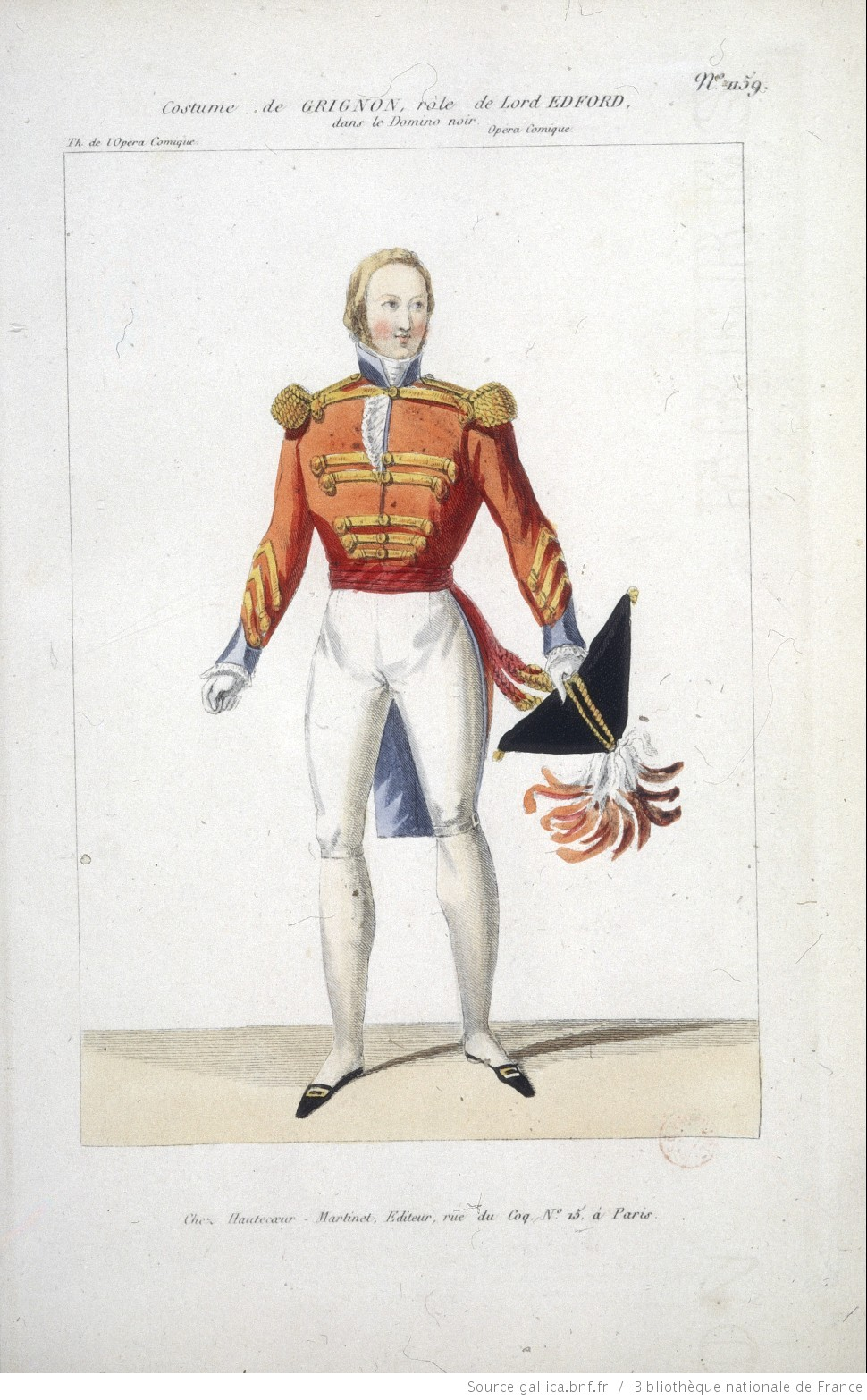
エルフォード卿
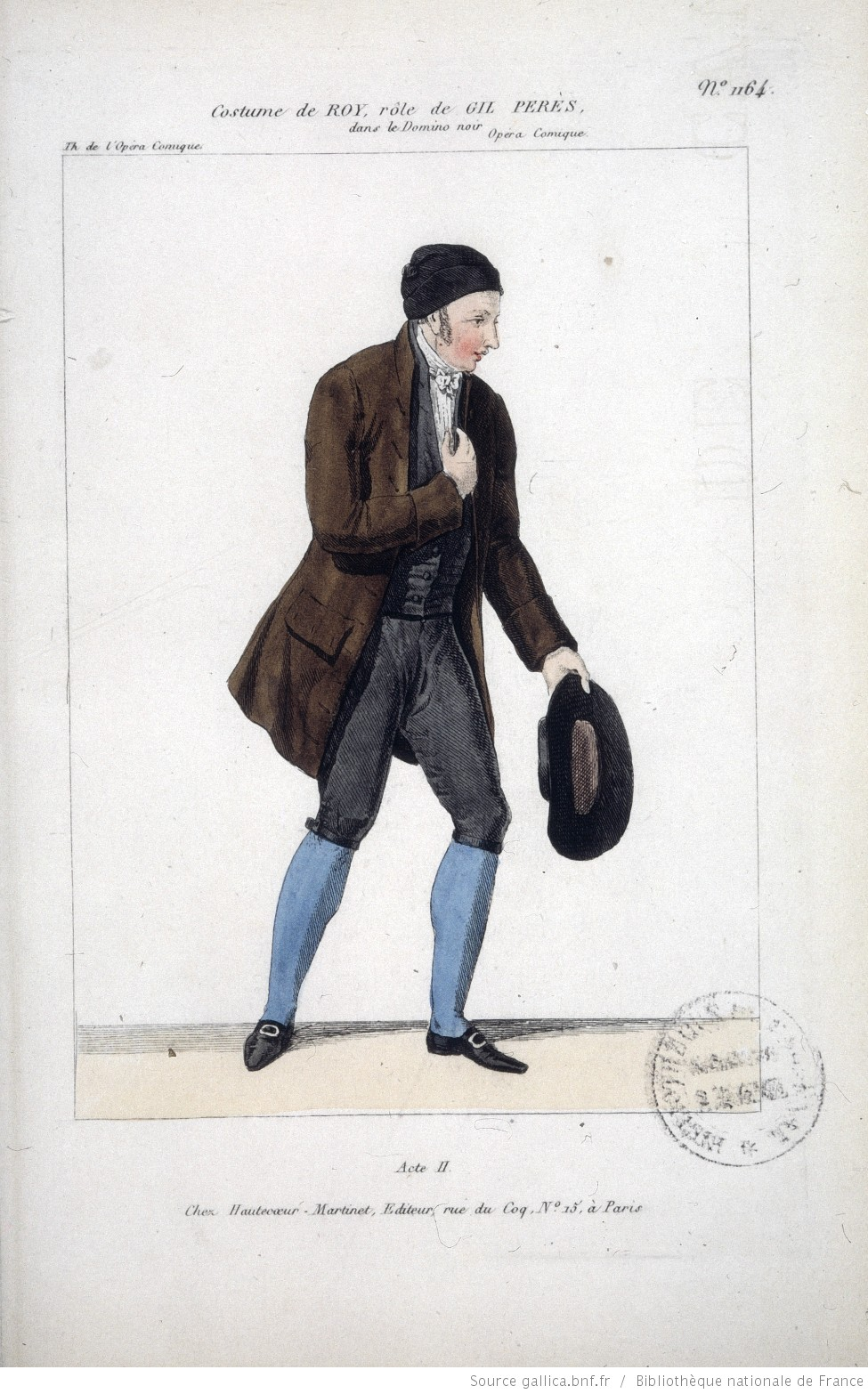
ジル・ペレス

## あらすじ
場所： マドリード

### 第1幕
スペイン王宮のサロン

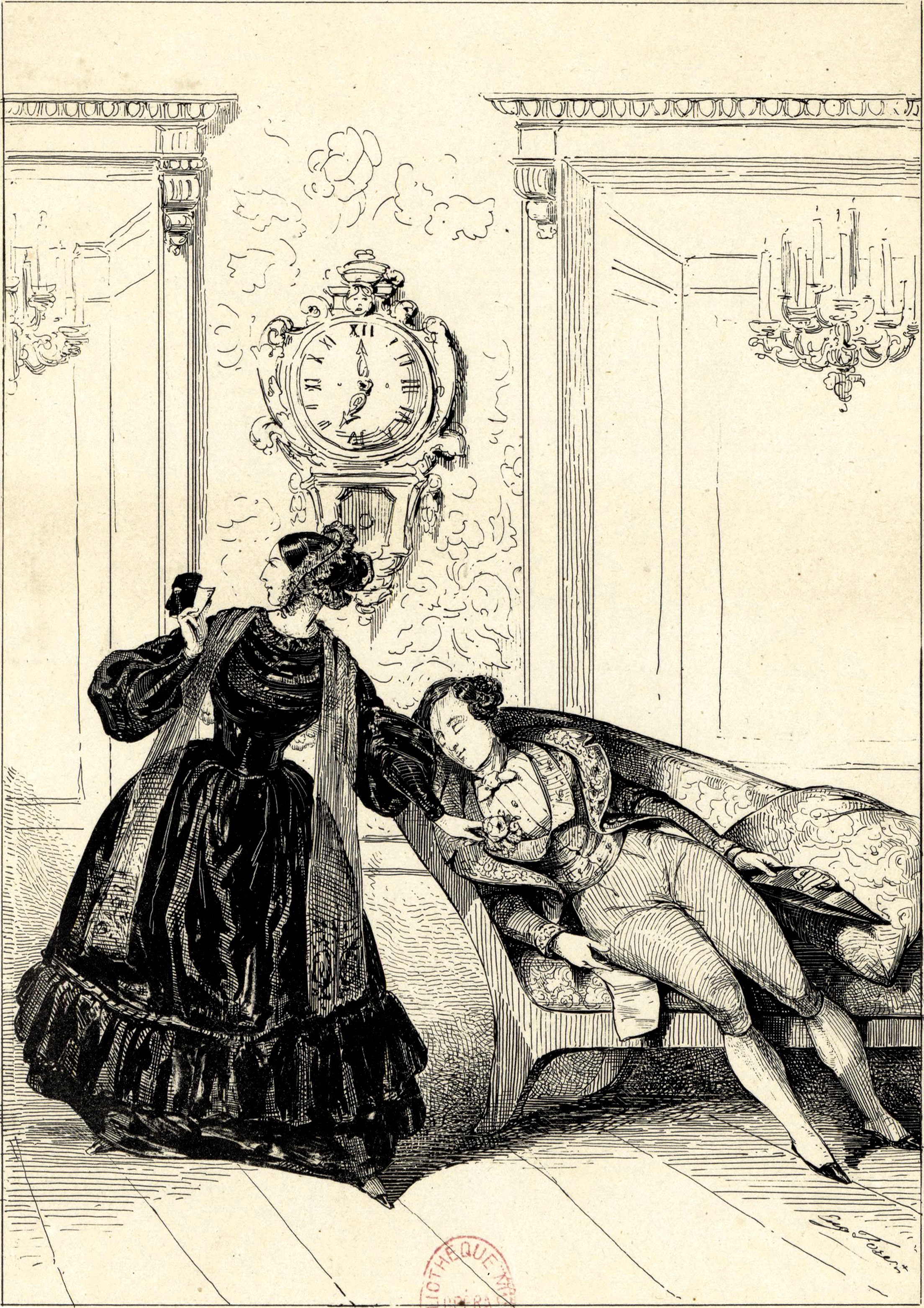
オラスが寝ている振りをしているところにアンジェルがやってくる

仮面舞踏会がクリスマスのためにスペイン女王の宮殿で取り行われることになっている。 小さなサロンでは、英国大使館付きのエルフォード卿がジュリアーノ伯爵と彼の友人であるオラスにカードゲームで負けたお金のことを話している。 エルフォード卿は妻がオラスに夢中であるとの疑いを徐々に強めている。スペイン大使館の秘書オラス・ド・マッサレーナは立派な結婚を約束されているが、昨年の同じパーティーで一度だけ会っただけで、強く惹かれてしまった密かな恋情が忘れられず、結婚に踏み切れないでいる。 彼はこの女性の名前すら知らない。彼女は彼に偽名にて「黒いドミノ」と書かれた紙切れを手渡していたのだった。オラスは大使館に彼の住処を間借りしているのだった。
オラスがソファで寝ていると幸運にも、彼が待っていた正にその人物が現れたのだった。 アンジェルと彼女の友人ブリジットが、仮面をつけて本当に部屋に入って来たのだった。 彼女達は真夜中までパーティーを楽しもうと考えていたのだ。アンジェルはソファの上に去年出会った勇敢な騎兵オラスがいるのに気づく。
ジュリアーノが部屋に戻ると、オラスは突然起き上がる。ジュリアーノはブリジットをダンスのために連れて出して、見知らぬ女とオラスを残す。 オラスはアンジェルに彼の愛を告白し、オラスはアンジェルのために既に約束された結婚を破棄する準備ができていると迫る。アンジェルは勿体ぶった態度を保ったまま、彼女はオラスとの結婚に応じられる状況ではないと言う。そして、「私は誰でしょう」を歌う。エルフォード卿が部屋に戻ると仮面をつけた女性とオラスがいるので、エルフォード卿は仮面の女が彼の妻ではないかと疑う。一方、ジュリアーノ伯爵とオラスはアンジェルとブリジットを引き離そうとしている。彼らは真夜中まで部屋の時計の手動で進めてしまう。ブリジットはそれを見て修道院へ戻れなくなっては大変と、おろおろするジュリアーノを置き去りにして逃げ去るのだった。エルフォード卿は仮面をつけた女性のハンカチに家族の紋章である「オリバーレス」を見たので、本当に黒いドミノの女は妻だと思い、怒り狂って妻の不在を確認するために帰宅する。彼は半狂乱の状態になっている。オラスは彼女と再び会うとアンジェルは自分が結婚していないことを保証する。 時計が深夜に鳴り始めるが、真夜中にアンジェルを逃してしまい、門を閉じる前に修道院に戻ってしまうことになってしまった。

### 第2幕
ドン・ジュリアーノのダイニングルーム
彼の家政婦であるジャサントは彼女の仕事について不平を漏らしている。 彼女は恋人であるジル・ペレスとのクリスマス・イブの約束をキャンセルしなければならなかった。 本当のところは、ジュリアーノは6人の友人と家でクリスマス・イブを祝うことを望んでいるのだった。そこへ逃げ出したアンジェルが途中で見つけた家で夜の避難所を確保しようとする。 彼女は突然現れた黒い仮面の女を見て、びっくりする。困ったことに、館の主人は友人のために深夜パーティーを開いているジュリアーノ伯爵であることが判明したのだ。
アンジェルは仮面舞踏会から逃げ出し、朝までの隠れ家として使わせて欲しいという。アンジェルは怯えるジャサントにすぐに到着する予定になっている彼女の姪としてアンジェルを受け入れるようお金と指輪を見返りとして渡す。アン・アルシアード修道院の護衛兼門番であるジル・ペレスが、この日の当番として到着する。 ジル・ペレスは夜会のために調理を始めることにした。ジュリアーノ、ホラス、その他の領主たちが歌いながら、入ってくる。 アラゴンの農婦に変装したアンジェルは給仕をするとその美しさが際立ってしまう。 オラスは若干気にするが、アンジェルはそれほど気には掛けない。
オラスとジュリアーノは作夜の出来事について話し合っている。エルフォード卿が帰宅して妻を見つけたので、黒いドミノの女は、エルフォード卿の妻ではなかったのだ。 オラスは路上で彼の愛人を追いかけようとしたが、彼女を見失ってしまった。 オラスは彼女が唯一落していった貴重なブレスレットを見つけたのだった。 何とそれは女王のものだった。アンジェルは手を滑らせて皿を割ってしまったことへの償いとして、アラゴンのアリアを歌わされる。この歌は男達を熱狂させ、男達は美しい彼女にキスを求める。オラスは彼女にキスをしようとして彼女がアンジェルであることに気づいてしまう。ジャサントが現れ、パーティー参加者を近隣のプレイルームへ移動させる。 残ったオラスはアンジェルと顔を合わせて、彼女を守ることを約束し、ジャサントの部屋にアンジェルを隠し、扉を閉める。そこにエルフォード卿が到着する。 彼が妻の美徳を心から安心したのだが、彼がクリスマスプレゼントをあげようと思った踊り子が家にいないので怒っている。 オラスは、黒いドミノ、アラゴンの召使、踊り子が同一人物に違いないないと考えるようになるのだった。 パーティー参加者が皆プレイルームへ移動する。ジル・ペレスは残りの食事を楽しもうと思って、ジャサントを探し始める。 そして、酔っぱらったジル・ペレスが自分の部屋を開けると幽霊かと思われる黒いドミノを付けマントを着飾った女を見てびっくりする。アンジェルはジル・ペレスを見ると即座に修道院の門番だと分かってしまう、そこへジャサントが部屋に入ってくる。 アンジェルは部屋の中から自らの正体を露呈することなくジル・ペレスとジャサントを閉じ込めるや否や逃げだすことに成功する。 漸く、オラスが部屋を開けるために戻ってくると、恋人の代わりにジル・ペレスとジャサントが部屋にいるのを見つける。近寄ってきた領主達はこの色恋沙汰を大笑いする。しかし、2人の話の顛末を聞いて、すべては悪魔の仕業ではないかと考えるのだった。

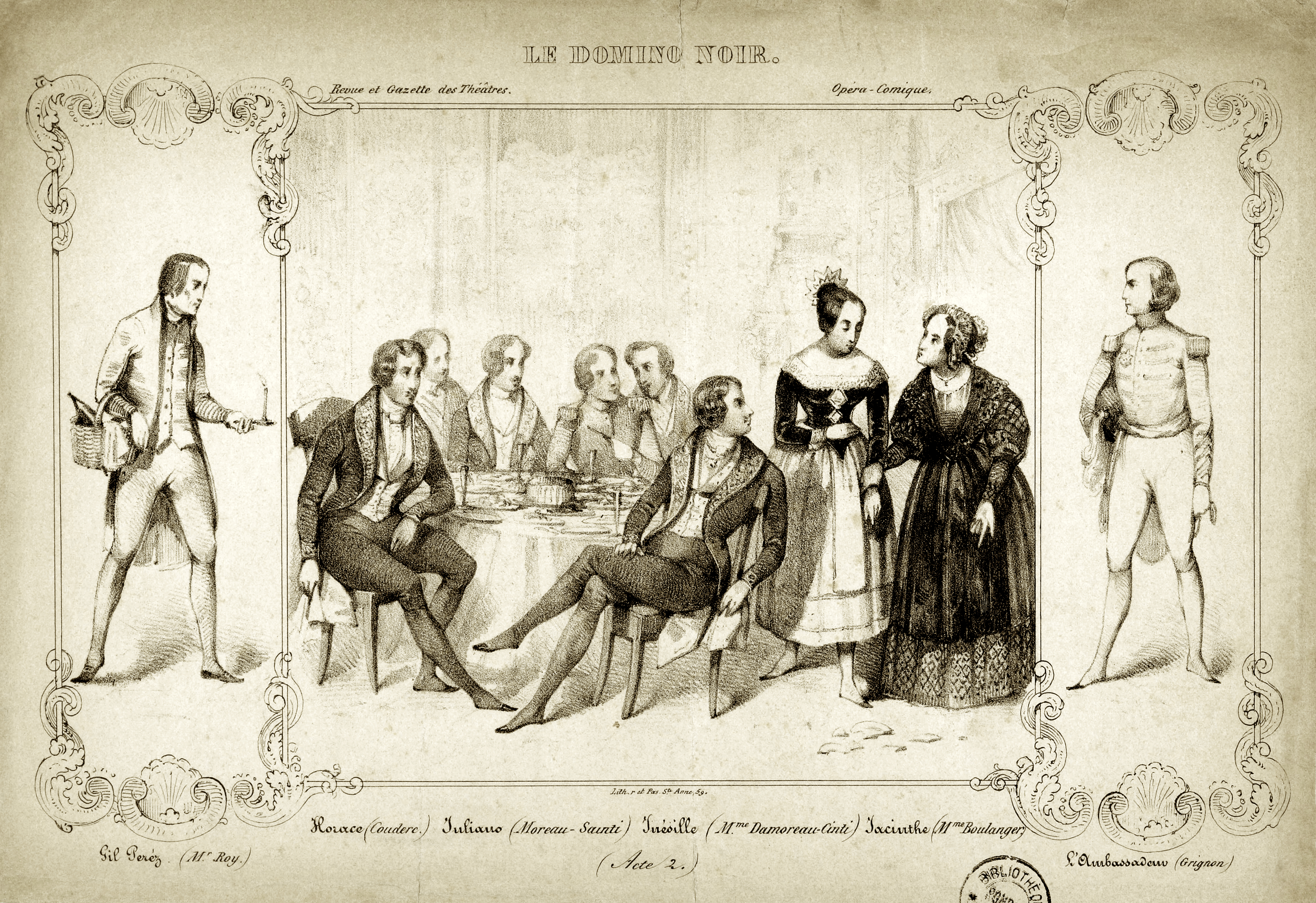
左からジル・ペレス、オラス、領主たち、ジュリアーノ、アンジェル、ジャサント、エルフォード卿

### 第3幕
マドリードで最も豪華なアンノンシアード修道院の回廊
ブリジットは、アンジェルの不在と不用心を心配している。この修道院は次の修道院長の任命が行われようとしていた。まだ新参者とは言うものの、女王の従姉妹であるアンジェルは間もなく修道院長になれるはずなのだ。修道院長の候補としては、アンジェルは貴族でもあるので、有力な候補と見なされているユルシュールの対抗馬として充分な存在なのだ。しかし、わずかなスキャンダルでも修道院の評判を汚すことになれば、アンジェルの信用は失われてしまうかもしれないのだった。毎日の朝の祈りの際に、ブリジットとユルシュールは次期修道院長の座を巡って激しくやりとりをする。疲れ果てたアンジェルが割って入る。アンジェルはなんとか修道院に辿り着く、他人に見つからずに中に入ることに成功したのだった。
アンジェルは同じ日に彼女の次期の修道院長への就任の決意を表明しなければならないが、アンジェルはブリジットに女王の命令に従いたくないとこぼすのだった。やがて、尼僧たちが集まってくる。門番のジル・ペレスは修道院の玄関にいる修道女（アンジェル）を見て驚く。アンジェルは彼に夜間の外出を許可すると、ユルシュール以外の修道女たちはアンジェルの粋な計らいを賞賛する。オラス・ド・マッサレーナが修道院に現れると、修道女たちは朝の祈りのために出かけてしまう。 オラスは、この修道院にいる彼の許嫁の女性に面会したいと願う。 修道女を待っている間、彼は独りで、修道女の歌に悩まされている。声を偽った後ろから現れた女性に、オラスは謎の黒いドミノの女に夢中になっていると告白する。声を偽っている女は実はアンジェルでいろいろと細かく質問をし、オラスの気持ちを確認するのだった。オラスはアンジェルに幸運にも直接プロポーズする機会を活かすことになったのであった。オラスはまるでアンジェルの声を聞いているようだと感づくとその女はオラスから遠く離れて姿を消してしまう。
朝の祈りの後、ジュリアーノ、エルフォート、サン・リュカールなどアンジェルが彼女の決定事項の発表のために招待した客達が到着し始める。 ユルシュールはアンジェルと話をし、女王からの手紙を渡す。様々な陰謀により女王の意見が変えられており、アンノンシアード修道院の未来の修道院長はユルシュールとなり、アンジェルは修道女の身分を捨て、夫を娶るよう命じられるのだった。アンジェルは自分の幸運を予期していないオラスを夫に選ぶ意向を皆に表明する。同時にブリジットとジュリアーノも結婚することになって、ハッピーエンドとなる。

## 上演時間
第1幕:約35分、第2幕:約43分、第3幕:約35分

## 楽器編成
- 木管楽器:､ フルート2（2番はピッコロ持ち替え）、オーボエ2、クラリネット2、ファゴット2
- 金管楽器:ホルン4、トランペット2、 トロンボーン3
- 打楽器:ティンパニ、大太鼓、トライアングル、シンバル。
- 弦五部。

舞台裏（バンダ）
- フルート1、オーボエ2、クラリネット2、バスーン2、ホルン2
- ハープ 、時計の鐘、オルガン、弦楽

## 主な録音・録画
| 年   | 配役 アンジェル・ドリヴァレス オラス・ド・マッサレーナ ブリジット・ドゥ・サン・リュカール ジュリアーノ伯爵 ジャサント ジル・ペレス ユルシュール エルフォール卿 | 指揮者、 管弦楽団および合唱団                                                                         | レーベル                          |
| ---- | --- | --- | --------------------------------- |
| 1950 | ジャニーヌ・ミショー ジョセフ・ペイロン リリアーヌ・ベルトン ガストン・レイ ジェルメーヌ・パッラ ギルバート・モーラン フレダ・ベッティ ベルナール・デミニー    | ジュール・グレシエ フランス国立放送リリック管弦楽団 同合唱団                                          | CD: Melodram （ASIN: B000001ZR0） |
| 1993 | スミ・ジョー ブルース・フォード イザベル・ヴェルネ パトリック・パワー マルティーネ・オルメダ ジュール・バスタン ドリス・ラムプレヒト ジル・カシュマイユ        | リチャード・ボニング イギリス室内管弦楽団 ロンドン・ヴォイシズ                                        | CD: Decca （ASIN: B00000422T）    |
| 1995 | ソフィー・フルニエ アラン・ガブリエル リュシール・ヴィニョン ピエール・カタラ マリー=フランス・グデ ジル・デュベルネ アンヌ・パルイユ ギラン・ダベンポール     | ミシェル・スヴィエルツェフスキ ピカルディー管弦楽団 フランス音楽劇場合唱団 演出：ピエール・ジュルダン | DVD: DOM （ASIN: B002GZQYP2）     |